# متحف هجرة آل بلقرب
متحف هجرة آل بلقرب أحد متاحف منطقة عسير جنوب المملكة العربية السعودية، يقع المتخف في محافظة بيشة، أسسه ناصر بن راشد بن ذعار الشهراني.

## أجزاء المتحف
يقع المتحف بمبنى تابع لسكن المالك ويتكون من أربع قاعات ثلاث منها تحتوي على عدد قليل من المعروضات المتنوعة، فيما تحوي القاعة الرابعة على عدد كبير من أصناف القطع التراثيه، إضافةً إلى بعض القطع الأثريه القديمة. كما يشتمل المتحف على عدد من الكتب القديمة والأسلحة الحربية والقتالية، والجلديات حيث استخدمة طريقة التعليق على الجدار في عرض المقتنيات وخصوصاً من الأسلحة والجلديات فيما استخدم نظا العرض في الفترينات للقطع الصغيرة من المحنطات.